# Leis do Trabalho
As chamadas Leis do Trabalho foram uma legislação portuguesa

## História
Foi instituída por Afonso IV de Portugal em 1349, no contexto da epidemia de Peste Negra no país.
| “ | A vós juízes e vereadores e homens bons de (...), saúde. Sabei que a mim é dito que em essa vila e em seu termo há homens e mulheres que, antes que Deus desse a pestilência que aí houve, ganhavam dinheiros por afã de seus corpos, obrando cada um e cada uma de seus mesteres e serviços, e serviam esses concelhos como cumpria. E que agora, que cobraram alguns bens por morte de algumas pessoas, que se têm em tão grandes que não querem obrar seus mesteres e serviços como antes faziam. E que por isto os dessa vila e termo recebem grandes perdas e danos. E que outrossim há aí muitos que soíam a servir em cavar e podar e em lavrar e em segar e em vindimar e em guardar gados e em fazer todos os outros serviços que a esse concelho cumpria. E que agora não querem servir, salvo se lhes derem quanto eles quiserem, de guisa que os senhores das vinhas e herdades e gados e de outras possessões, vendo em como os sobreditos querem deles levar tão grandes salários que se lhes não seguiria ende tão grande proveito dos novos e rendas das ditas coisas como as custas e despesas que aí fariam, deixam porém de adubar e de lavrar as ditas vinhas e herdades e casas e outras coisas e desperecem os gados (...). Tendo por bem e mando-vos que (...) constrangede-os que cada um use dos mesteres e serviços que soíam (...) E se achardes que alguns homens e mulheres são tais que possam servir em algumas das coisas sobreditas que andam a pedir pelas portas (...) constrangede-os que sirvam em aquilo que virdes que cumpre. | ” |